# Mirka Andolfo

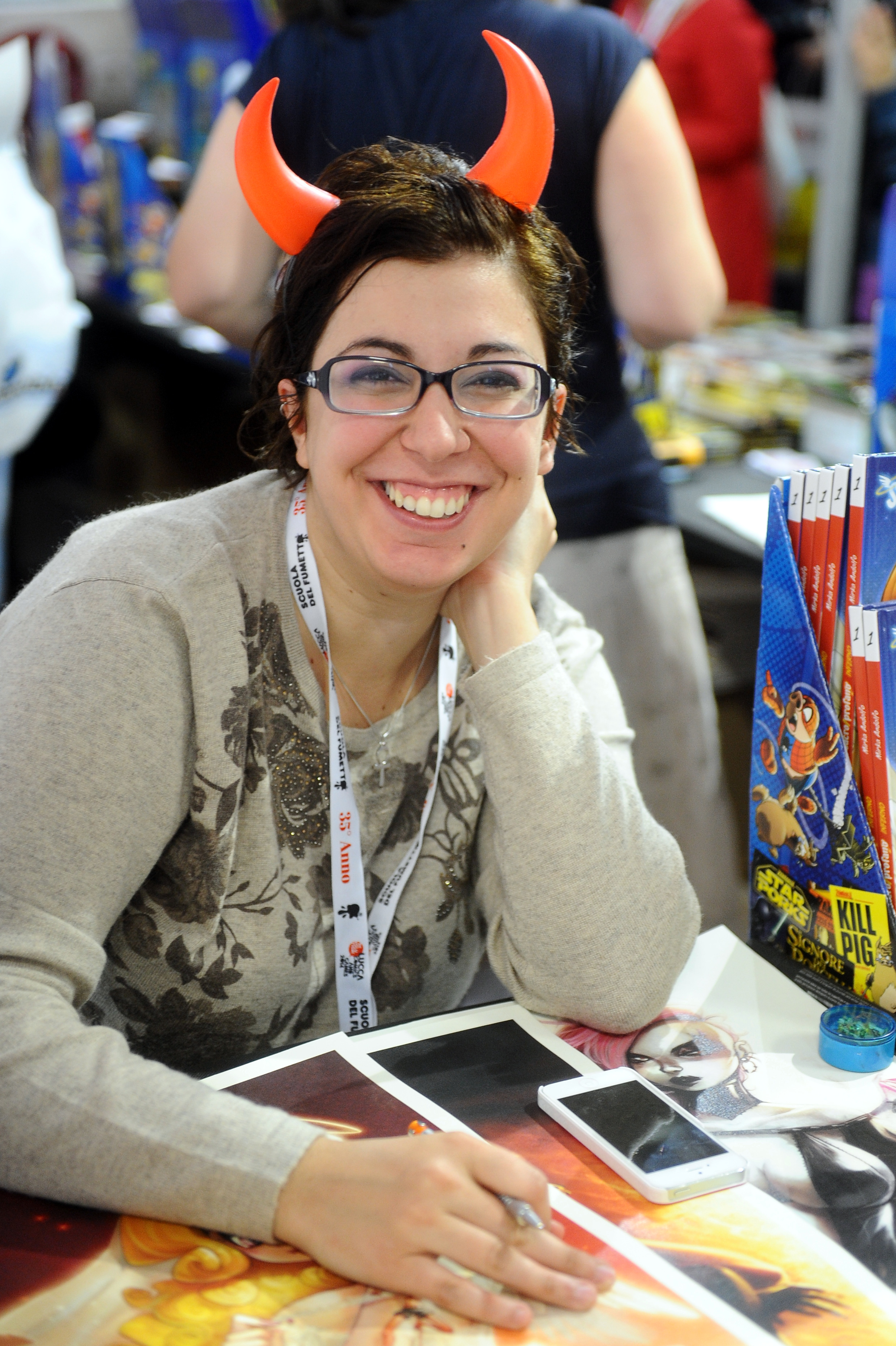
Mirka Andolfo, 2014

Mirka Andolfo (* 17. Juni 1989 in Neapel) ist eine italienische Illustratorin, Comiczeichnerin und Coloristin.

## Anfänge
Andolfo wurde 1989 in Neapel geboren und begeisterte sich schon als Kind für Comics, lernte mit Topolino – der italienischen Mickey Mouse – lesen und beschäftigte sich später mit allen Arten von Comics. Nach einer künstlerischen Ausbildung schrieb sie sich an der Scuola Italiana di Comix in Neapel ein. Nach der Hälfte der Zeit brach sie das Studium ab und zog 2010 nach Turin.
Während ihres ersten Studienjahres gab sie ihr professionelles Debüt mit der Kolorierung der Zeichnungen von Daniela Di Matteo für den französischen Markt im Sammelband Sideline (Petites Vagues Editions). Zur selben Zeit wurde sie Mitarbeiterin der Serie Jonathan Steele (Edizioni Star Comics), für die sie zwei Titelbilder illustrierte – und ein drittes, das wegen der Einstellung der Serie unveröffentlicht blieb.

## Künstlerische Entwicklung

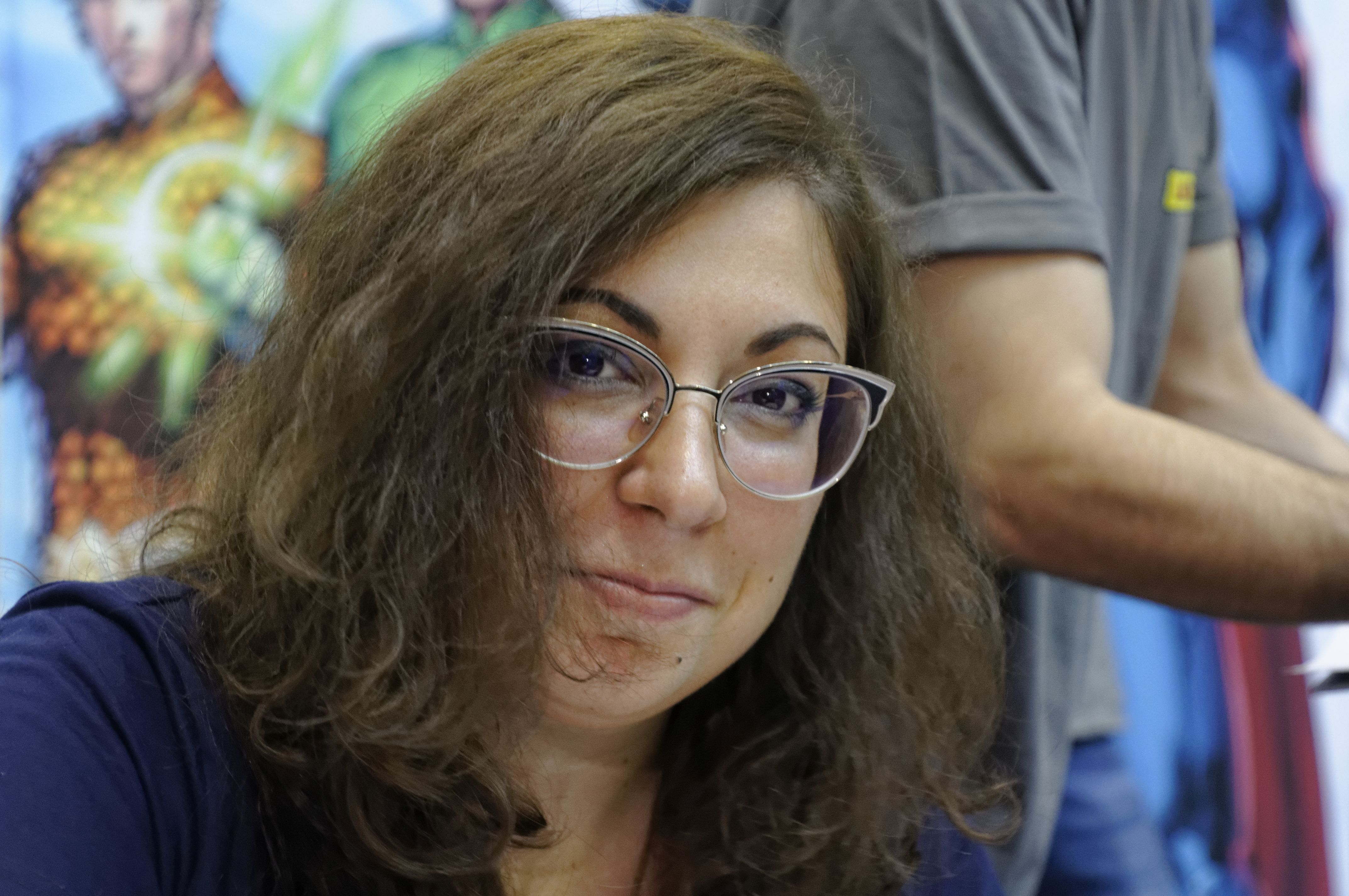
Mirka Andolfo, 2019

Unmittelbar nach ihrem Umzug nach Turin begann sie mit ihrem ersten größeren Werk. Für Edizioni Piemme kolorierte sie die Comicadaption des Romans Drachenläufer von Khaled Hosseini, der von Tommaso Valsecchi getextet und von Fabio Celoni gezeichnet wurde.
Kurz nach dieser ersten Arbeit, die in mehr als zehn Ländern weltweit veröffentlicht wurde, schloss sie sich erneut dem Team für die Comicfigur Geronimo Stilton bei Edizioni Piemme, einem Mailänder Verlag, an. Dort illustrierte sie die Comic-Abenteuer von Ennio Bufi und Federica Salfo. In der Zwischenzeit arbeitete sie an einem neuen Projekt in Frankreich: der Serie Pandamonia (Drugstore/Glénat). Diese besteht aus zwei Alben, gezeichnet von Vincenzo Cucca, mit Texten von Ennio Ecuba und Vincenzo Lauria.
Parallel dazu begann sie eine Zusammenarbeit mit dem kleinen Mailänder Unternehmen ReNoir Comics. Dort kolorierte sie mehrere Titelbilder, darunter die ersten drei der Comicserie über Don Camillo, einer bekannten Figur von Giovannino Guareschi, sowie eine Graphic Novel über Giorgio Perlasca (Texte von Marco Sonseri, Zeichnungen von Ennio Bufi). Beim Label ReNoir Kids erschien Ende 2011 ein Kinderbuch, das erste der Reihe Le Miciofiabe (Die Miezekatzen) mit Texten von Paolo Moisello: Moira Cicoria, Vlad e l’erba stregatta (Moira Cicoria, Vlad und das Hexenkraut).
2011 begann sie eine neue Arbeit: Sie kolorierte zwei Ausgaben und mehrere Cover (und illustrierte eines) für die Miniserie The Last of the Greats (Image Comics) von Joshua Fialkow und Brent Peeples. Außerdem wirkte sie als Illustratorin an der Serie Alice Dark von Lorenzo Bartoli und Andrea Domestici für Editoriale Aurea mit.
Andolfo war anschließend auch in der Werbebranche tätig. So kolorierte sie 2011 einen von Roberto Meli gestalteten Kalender für die Jugendmannschaft des Fußballvereins Parma Calcio 1913. Zudem begann sie eine dauerhafte Zusammenarbeit mit The Walt Disney Company Italia. Dort kolorierte sie Geschichten (darunter Dracula von Bram Topker) und Cover für Topolino.
2011 gründete sie mit einigen Freunden und Kollegen, Davide Caci, Roberto Meli und Davide Morando, das Studio Parlapà. Dort führte sie Lettering- und redaktionelle Grafikarbeiten für italienische Ausgaben von Mangas und amerikanischen Comics sowohl für große Verlage (Panini Comics, GP Publishing) als auch für kleine Unternehmen wie Tunué aus.
2013 veröffentlichte sie den ersten Band der Comicserie Sacro/Profano für Edizioni Dentiblù. Die Handlung konzentriert sich auf Angelina und Damiano, zwei Charaktere, die in einer Welt existieren, die ausschließlich von Engeln und Teufeln bewohnt wird. Angelina ist eine Engelsgestalt, die sich durch Vollkommenheit und Unschuld auszeichnet und sich dafür entschieden hat, vor der Ehe keine sexuellen Beziehungen einzugehen. Im Gegensatz dazu steht Damiano, ein Teufel, der durch seinen freien Geist und seine Verspieltheit gekennzeichnet ist und den Wunsch hat, ihre Liebe zu „konsumieren“. Diese unterschiedlichen Ansichten führen zu Missverständnissen und humorvollen Situationen, die den Alltag des Paares darstellen. Die Serie enthält zahlreiche Anspielungen, Mehrdeutigkeiten und explizite sexuelle Referenzen, die das Spannungsfeld zwischen „dem Heiligen und dem Profanen“ thematisieren.
Mit dem Verleger Sergio Bonelli hat sie zwei Gemeinschaftsarbeiten realisiert, beide für Dylan Dog: In der ersten hat sie die Farben für die Geschichte Attenti al Goblin! gezeichnet, die in Dylan Dog Color Fest 13 erschienen ist. Die zweite Gemeinschaftsarbeit war die Geschichte Party Girls, die sie zusammen mit Simone Di Meo für die Reihe Color Fest im April 2015 illustriert hat. Im Laufe der Jahre produzierte sie mehrere Titelbilder und Sonderausgaben für DC Comics und illustrierte Geschichten von Bombshell, Harley Quinn und Wonder Woman.
Die Comicserie ControNatura – Tierisch Menschlich spielt in einer dystopischen Welt, die von anthropomorphen Tieren bevölkert ist. Das Gesetz erlaubt nur Beziehungen zwischen Individuen derselben Spezies und des gleichen Geschlechts. Alle anderen Beziehungen werden als „widernatürlich“ definiert und streng bestraft. Der erste Band mit dem Titel Das Erwachen wurde 2016 (2017 auf Deutsch) veröffentlicht und erzählt eine Geschichte, die in dieser restriktiven Gesellschaft spielt. In der Welt von ControNatura greift die Regierung in das Privatleben der Menschen ein und reguliert sogar ihre sexuellen Triebe. Die Handlung behandelt Themen wie Unterdrückung und Diskriminierung. Die Hauptfigur, Leslie, ein Ferkel, wird in ein Geheimnis verwickelt, um das sich die komplexe und unterdrückerische soziale Struktur jener Welt enthüllt. Der Comic ist eine Mischung aus Superhelden, Manga und Pin-ups mit einem spezifischen visuellen Stil und einer ungewöhnlichen Erzählung.
Im Mai 2021 erschien der erste Band von Sweet Paprika bei Star Comics. Mirka Andolfos Sweet Paprika ist eine erotische romantische Komödie, die Elemente von Der Teufel trägt Prada mit der zeitgenössischen, feministischen Romantik von Bridget Jones und Sex and the City verbindet. Die Geschichte dreht sich um die Beziehung zwischen Paprika, einer Frau italienischer Abstammung, die als Chief Creative Officer in einem New Yorker Verlag arbeitet, und Dill, einem charmanten, aber naiven Lieferjungen. Paprika ist ein Workaholic, und ihr Erfolg hat ihr Leben vereinnahmt, so dass sie vergisst, wie wichtig es ist, Zeit für sich selbst und ihre Umgebung zu haben. Das Besondere an diesem Comic ist, dass er in zwei Versionen erschienen ist: Sweet Paprika ohne und Hot Paprika mit explizit erotischen Details.

## Werke
- Attenti al Goblin! (Hüte dich vor dem Kobold!) in der dreizehnten Ausgabe der Dylan Dog Color Fest, Sergio Bonelli Editore, August 2014 (Zeichnungen)[8]
- Party Girls, vierzehnte Ausgabe der Dylan Dog Color Fest, Sergio Bonelli Editore, April 2015 (Zeichnungen)[9]
- Sacro/Profano, Dentiblù, 2013 (Zeichnungen & Texte)[14]
- ControNatura#1-Il risveglio (Contro Natura – tierisch menschlich, Band 1 – Das Erwachen), Modena, Panini Comics, November 2016 (Zeichnungen & Texte)[15]
- ControNatura#2-La caccia (Contro Natura – tierisch menschlich, Band 2 – Die Jagd), Modena, Panini Comics, November 2017 (Zeichnungen & Texte)[16]
- ControNatura#3-La rinascita (Contro Natura – tierisch menschlich, Band 3 – Die Wiedergeburt), Modena, Panini Comics, November 2018 (Zeichnungen & Texte)[17]
- Mercy, Modena, Panini Comics, November 2019 (Zeichnungen & Texte)[18]
- Sweet Paprika, Perugia, Star Comics, Mai 2021 (Zeichnungen & Texte)[12]

## Preise und Auszeichnungen
- 2022 wurde ihr Comic Sweet Paprika, der in Italien bei Star Comics und in Amerika bei Image Comics erschien, mit dem renommierten Harvey Award für das beste internationale Comicbuch ausgezeichnet.[19]